# Килевый, Арсений Сергеевич
Арсений Сергеевич Килевый (укр. Арсеній Сергійович Кілєвий; род. 5 февраля 2004, Запорожье, Украина) — украинский футболист, полузащитник клуба «Буковина».

## Игровая карьера
Воспитанник запорожского «Металлурга» и киевского «Динамо», в чемпионате Украины (ДЮФЛ) провел 57 матчей (4 гола). В течение двух сезонов (2022—2024) выступал в составе «Кривбасса U-19», за который провел 55 поединков и забил 11 мячей. В июле 2024 года подписал контракт с перволиговым футбольным клубом «Буковина», за который в дебютном матче (кубок Украины против тернопольской «Нивы») сразу же отличился забитым голом.

## Достижения
- Полуфиналист Кубка Украины: 2024/25

## Статистика
| Сезон   | Клуб     | Лига                 | Чемпионат | Чемпионат | Кубок | Кубок | U-19 | U-19 |
| Сезон   | Клуб     | Лига                 | Игры      | Голы      | Игры  | Голы  | Игры | Голы |
| ------- | -------- | -------------------- | --------- | --------- | ----- | ----- | ---- | ---- |
| 2022/23 | Кривбасс | Премьер-лига Украины |           |           |       |       | 26   | 3    |
| 2023/24 | Кривбасс | Премьер-лига Украины |           |           |       |       | 29   | 8    |
| 2024/25 | Буковина | Первая лига Украины  | 16        | 0         | 4     | 1     |      |      |